# Michal Kortyš
Michal Kortyš (* 28. června 1962 Olomouc) je český politik a podnikatel, v letech 2018 až 2024 senátor za obvod č. 50 – Svitavy, v letech 2016 až 2024 zastupitel Pardubického kraje (z toho v letech 2016 až 2020 náměstek a v letech 2020 až 2024 pak 1. náměstek hejtmana Pardubického kraje), v letech 2006 až 2014 starosta města Litomyšl na Svitavsku, člen ODS.

## Život
Původním povoláním je elektrotechnik. V květnu 1990 si zřídil živnost v oboru montážních prací elektro a v červnu 1991 otevřel prodejnu s elektroinstalačním materiálem a zapojil do podnikání i svou manželku. O rok později začala firma ELKOR zaměstnávat i další pracovníky. V roce 2003 získal za své podnikatelské aktivity Cenu Města Litomyšle za rok 2002 v kategorii Podnikatel roku.
Michal Kortyš je ženatý. Žije v Litomyšli, konkrétně v části Záhradí.

## Politické působení
Je členem ODS, ve straně také zastává pozici člena Výkonné rady ODS za Pardubický kraj.
Do komunální politiky vstoupil, když byl ještě jako nestraník za ODS zvolen v komunálních volbách v roce 1998 zastupitelem města Litomyšle, své první volební období působil v dopravní komisi. Mandát zastupitele ve volbách v roce 2002 obhájil již jako člen ODS, druhé volební období byl členem stavební komise. Ve volbách v roce 2006 znovu obhájil post městského zastupitele, tentokrát v pozici lídra kandidátky. Následně byl na konci října 2006 zvolen starostou města. V komunálních volbách v roce 2010 nejdříve obhájil post zastupitele města (byl opět lídrem kandidátky) a v listopadu 2010 i pozici starosty. Také ve volbách v roce 2014 byl lídrem strany a už po páté se stal zastupitelem města. ODS však skončila na druhém místě, a tak jej ve vedení města vystřídal v listopadu 2014 lidovec Radomil Kašpar. Kortyš byl zvolen místostarostou města. Ve volbách v roce 2018 opět obhájil post zastupitele města. Na začátku listopadu 2018 se pak stal radním města. V komunálních volbách v roce 2022 kandidoval do zastupitelstva Litomyšle z 2. místa kandidátky ODS. Mandát zastupitele města se mu podařilo obhájit. Radním však již zvolen nebyl.
Za ODS také kandidoval do Zastupitelstva Pardubického kraje, ale jak v roce 2008, tak v roce 2012 neuspěl. V krajských volbách v roce 2016 byl v Pardubickém kraji lídrem ODS a stal se krajským zastupitelem. Dne 21. října 2016 byl zvolen náměstkem hejtmana Pardubického kraje pro dopravu a dopravní obslužnost. V krajských volbách v roce 2020 byl lídrem společné kandidátky ODS a TOP 09 v Pardubickém kraji, mandát se mu podařilo obhájit. V říjnu 2020 se pak navíc stal 1. náměstkem hejtmana.
Ve volbách do Poslanecké sněmovny PČR v roce 2013 kandidoval za ODS na 3. místě kandidátky v Pardubickém kraji, ale zvolen byl pouze jeden poslanec.
Ve volbách do Senátu PČR v roce 2018 kandidoval za ODS v obvodu č. 50 – Svitavy. Se ziskem 24,73 % hlasů vyhrál první kolo voleb a ve druhém kole se utkal se sociálním demokratem Pavlem Havířem. Toho porazil poměrem hlasů 62,76 % : 37,23 % a stal se senátorem. V Senátu je členem Senátorského klubu ODS a TOP 09, Výboru pro hospodářství, zemědělství a dopravu a místopředsedou Podvýboru pro energetiku a dopravu Výboru pro hospodářství, zemědělství a dopravu.
V září 2024 publikoval zpravodajský web Seznam Zprávy informaci, že se Kortyš snažil v roce 2021 pro svou známou dohodnout schůzku se soudcem Vrchního soudu v Praze. A to v kauze údajného podvodu se směnkami v hodnotě 11 mil. Kč, který se pro senátorovu kamarádku vyvíjel velmi nepříznivě.
Ve volbách do Senátu PČR v roce 2024 obhajoval za ODS mandát senátora v obvodu č. 50 – Svitavy. V prvním kole skončil druhý, když získal 23,53 % hlasů. Ve druhém kole se utkal s členem hnutí Nestraníci a kandidátem KDU-ČSL Davidem Šimkem, s nímž prohrál poměrem hlasů 42,63 % : 57,36 %. Mandát senátora se mu tak nepodařilo obhájit.
V krajských volbách v září 2024 obhajoval jako člen ODS post zastupitele Pardubického kraje, a to na posledním místě kandidátní listiny uskupení „ODS a TOP 09“. Mandát krajského zastupitele se mu však obhájit nepodařilo. V říjnu 2024 skončil i jako 1. náměstek hejtmana.